# Karura (folclore)

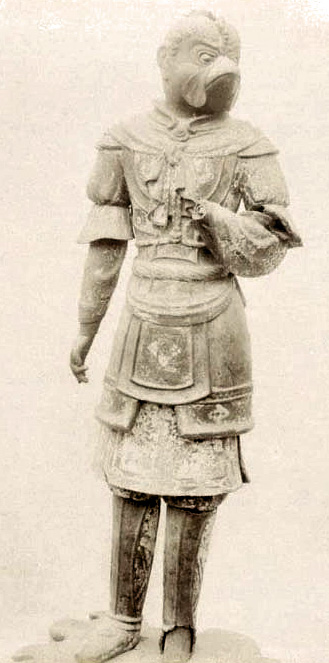
Una estatua que representa a un Karura sin alas.

El Karura (迦楼羅) es una enorme criatura que escupe fuego en la mitología hindú-budista de Japón. Tiene el cuerpo de un ser humano y el rostro o pico de un águila. Se basa en la mítica divinidad hindú Garuda, y se transmitió al Japón a través del budismo. La palabra Karura es una transliteración japonesa del sánscrito Garuda गरुड o el pali Garuḷa.
Se dice que es el enemigo de las serpientes y dragones, al igual que Garuda es el enemigo de los nagas. Sólo un dragón que posee un talismán budista, o uno que se ha convertido a la enseñanza budista, puede escapar del Karura.
Es a menudo confundido con el Hōō (鳳凰), o el Fénix.